# Resolució 280 del Consell de Seguretat de les Nacions Unides
La Resolució 280 del Consell de Seguretat de les Nacions Unides, aprovada el 19 de maig de 1970 després de reafirmar les seves resolucions anteriors sobre el tema, el Consell va condemnar Israel per la seva acció militar premeditada en violació de les seves obligacions segons la Carta de les Nacions Unides, va declarar que aquests atacs armats ja no podien ser tolerats i que si continuaven el Consell consideraria prendre mesures adequades i efectives d'acord amb la Carta. El Consell també va deplorar la pèrdua de vides i el danys a la propietat.
La resolució es va aprovar amb 11 vots; Colòmbia, Nicaragua, Sierra Leone i els Estats Units es van abstenir de votar.